# Allen County (Indiana)
Allen County ist ein County im Bundesstaat Indiana der Vereinigten Staaten. Das U.S. Census Bureau hat bei der Volkszählung 2020 eine Einwohnerzahl von 385.410 ermittelt.
Der Verwaltungssitz (County Seat) ist Fort Wayne.
Das County ist nach John Allen benannt worden, einem Offizier und Staatssenator aus Kentucky, der im Krieg von 1812 getötet wurde.

## Geographie
Mit 1710 Quadratkilometern ist es das größte County in Indiana.
Die Nachbar-Countys (im Norden startend, im Uhrzeigersinn) sind: Noble County, DeKalb County, Defiance County (Ohio), Paulding County (Ohio), Van Wert County (Ohio), Adams County, Wells County, Huntington County und Whitley County.

## Geschichte
Im Allen County liegt eine National Historic Landmark, das Allen County Courthouse in Fort Wayne. Insgesamt sind 63 Bauwerke und Stätten des Countys im National Register of Historic Places eingetragen (Stand 31. August 2017).

Allen County Courthouse
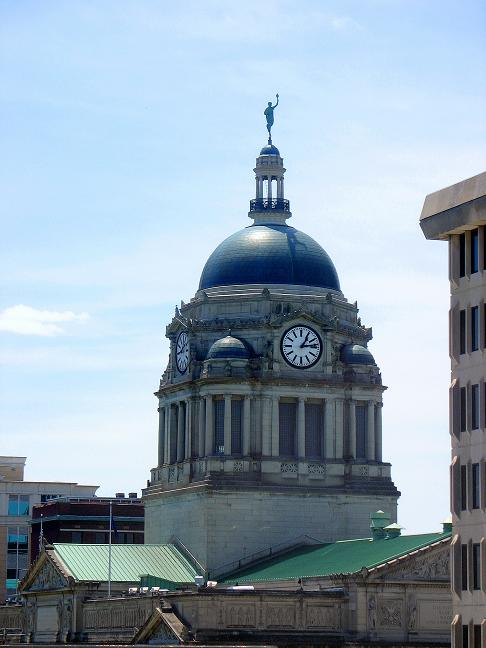
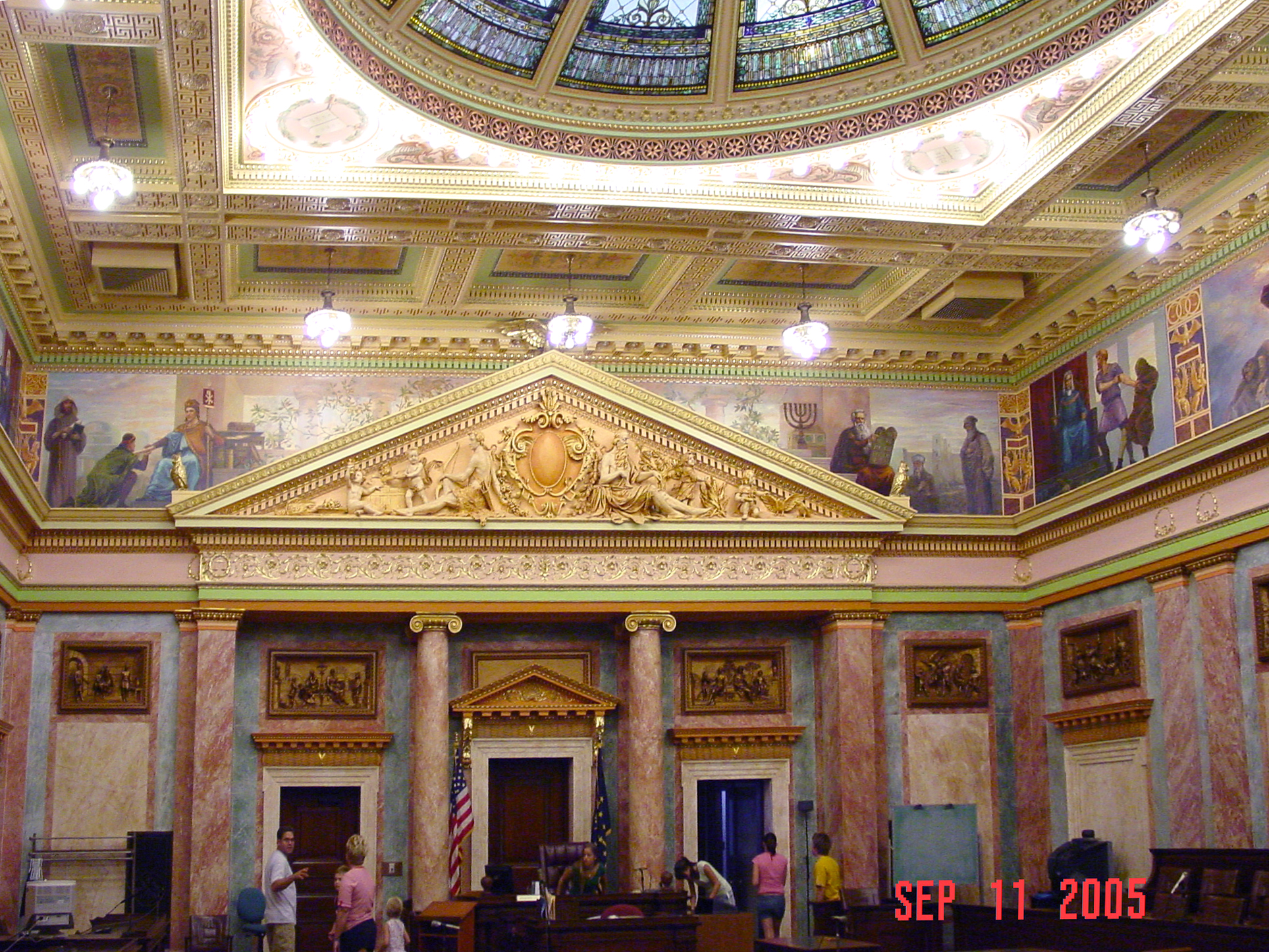
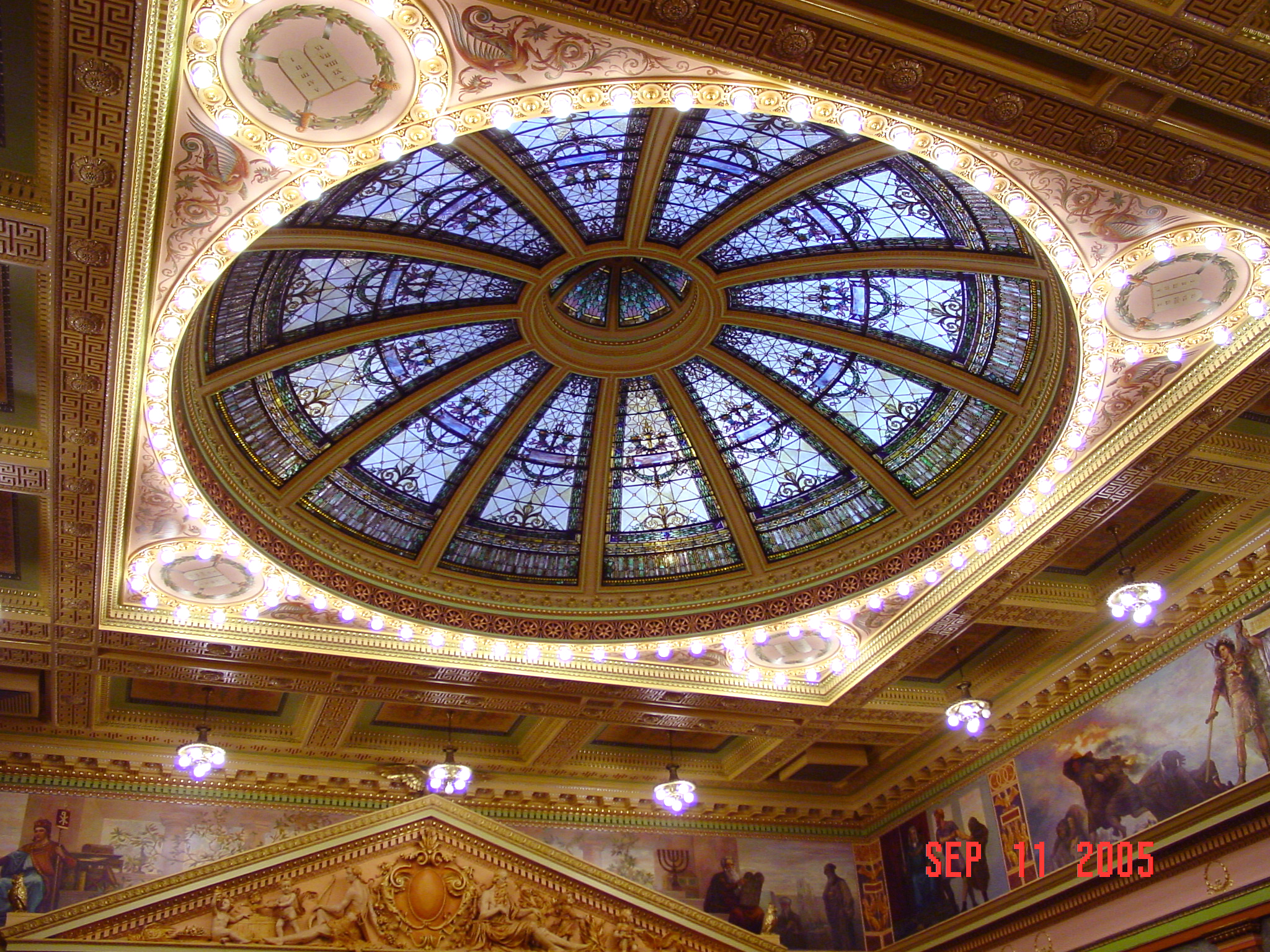
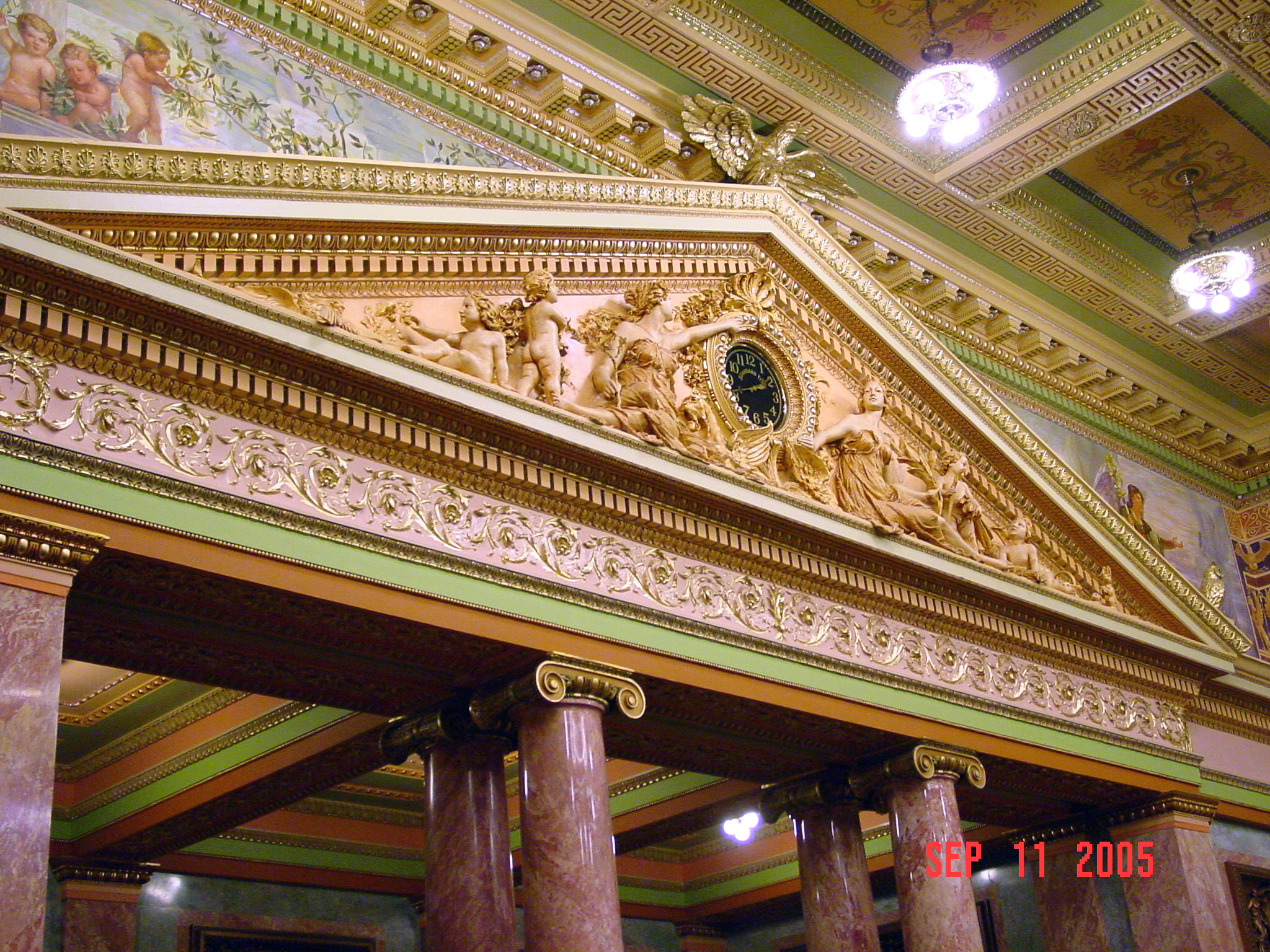

Im Allen County haben sich seit 1852 Amische angesiedelt. In den schweizerdeutsch geprägten Communities findet man häufig die Namen Graber, Lengacher und Schwartz. Heute leben im County etwa 3.200 Personen in 22 Gemeinden.

## Städte im County
| - Fort Wayne - New Haven - Woodburn | - Grabill - Huntertown - Leo-Cedarville - Monroeville - Zanesville (teilweise) |